# 阿里·哈梅內伊
大阿亞圖拉賽義德·阿里·侯赛尼·哈梅內伊（羅馬化：Ali Hoseyni Xāmene’i，羅馬化：Seyyid Əli Hüseyni Xamenei，發音：[ʔæˈliː hosejˈniː xɒːmeneˈʔiː] ⓘ；1939年4月19日—），阿塞拜疆族和波斯族混血，自1989年起出任伊朗最高領袖，曾擔任伊朗總統，同時為伊朗穆斯林保守派勢力及什葉派十二伊瑪目派馬爾賈（什葉派領袖）的領銜人物。
哈梅內伊在1981年至1989年擔任伊朗總統，至1989年6月，伊朗專家會議委任他繼承已故阿亞圖拉魯霍拉·穆薩維·霍梅尼為伊朗最高領袖。他被形容為三位對伊朗伊斯蘭共和國具備重大影響力的人物之一（另外兩位是創始人魯霍拉·穆薩維·霍梅尼以及1990年代的總統阿亞圖拉阿克巴爾·哈什米·拉夫桑賈尼）。他任內面對的最大難題是2009年6月總統選舉後發生的大規模抗議，哈梅內伊堅決支持總統馬哈茂德·艾哈邁迪內賈德的政策及連任立場，這次大規模抗議使超過1000名知識份子被囚禁，防暴警察在德黑蘭街頭鎮壓示威者，導致多人喪生。哈梅內伊曾在1981年6月遭受針對性的暗殺，導致他的右臂癱瘓。

## 早年
哈梅內伊于1939年4月19日在馬什哈德出生。他在八名兄弟姐妹當中排行第二，他的其中兩位兄弟都是教士。大哥是一名阿亞圖拉，弟弟哈迪·哈梅內伊（Hadi Khamenei）是一位報章編輯和教士。哈梅內伊具有一半伊朗阿塞拜疆血統，母親則是亞茲德波斯人。
他在馬什哈德的哈瓦扎（Hawza，傳統伊斯蘭神學院）研讀神學，他的導師包括哈吉·謝赫·哈希姆·可疾维尼和阿亞圖拉米拉尼，他在1957年前往納傑夫。在納傑夫過了一段短時間後，他返回馬什哈德，在1958年開始於庫姆定居，參加了阿亞圖拉侯賽因·布魯傑迪（Hossein Borujerdi）和魯霍拉·穆薩維·霍梅尼所講的課。他在1963年因牽涉進伊斯蘭活動而在南呼羅珊省比爾詹德被捕。他在不久後獲釋，在馬什哈德的宗教學校和清真寺教授辭章之道。

## 個人生活
哈梅內伊和妻子曼蘇蕾·霍賈絲特·巴格扎德（Mansoureh Khojasteh Bagherzadeh）育有六名子女，其中次子穆杰塔巴·哈梅内伊目前掌管巴斯基民兵，據稱他是09年总统选举骚乱的幕后中心人物，與吴拉姆-阿里·哈达德-阿德尔的女兒結婚。
哈梅内伊与妻子育有四个儿子两个女儿：
长子赛义德·穆斯塔法·哈梅内伊（波斯曆1344年， 1965年出生）
次子赛义德·穆杰塔巴·哈梅内伊（波斯曆1348年， 1969年出生）,妻子是吴拉姆-阿里·哈达德-阿德尔（Gholam Haddad-Adel）的女儿扎赫拉·哈达德-阿德尔
三子赛义德·马苏德·哈梅内伊（波斯曆1353年， 1974年出生）
四子赛义德·迈萨姆·哈梅内伊（波斯曆1357年， 1978年出生）
长女赛义达·博什拉·哈梅内伊（波斯曆1359年， 1980年出生）
次女赛义达·霍达·哈梅内伊（波斯曆1360年， 1981年出生）

### 健康
雖然哈梅內伊在一眾資深的教士當中不算年長，但他的健康狀況仍備受關注。2007年1月，由於哈梅內伊數周以來都沒有在公眾場合露面，也沒有出席古爾邦節的慶典（他通常會出席），有謠傳稱他正處於病危，甚至已經身故。哈梅內伊隨即發表聲明稱「伊斯蘭的敵人憑空編造了一些關於健康及死亡的謠言，試圖打擊伊朗民族」。不過，據作家侯曼·馬吉德（Hooman Majd）所說，與該聲明一同發放的照片中，哈梅內伊「顯得虛弱」。

## 文學研究
哈梅內伊精通波斯語及阿拉伯語，他將多部書籍由阿拉伯語譯作波斯語，包括著名的埃及伊斯蘭神學家賽義德·庫特卜的作品。他並不精通父親的母語阿塞拜疆語，略懂英語。
他在分析阿拉馬穆罕默德·伊克巴爾的波斯語詩詞時表明「伊克巴爾不熟諳波斯語法，他在家裡慣說烏爾都語，跟朋友談話時用烏爾都語或英語，因此他不通曉波斯詩文寫作的法則」。雖然如此，他仍欽佩伊克巴爾。

## 政治生涯及總統任內
哈梅內伊是伊朗伊斯蘭革命的重要人物，他是魯霍拉·霍梅尼的徒弟。
大阿亞圖拉侯賽因-阿里·蒙塔澤里批評霍梅尼嚴刑對待囚犯，因此而被迫辭去德黑蘭星期五禮拜領禱者一職，霍梅尼委任哈梅內伊代替他的職務。哈梅內伊曾短暫任職國防部代理部長和伊斯蘭革命衛隊的主管。作為議會國防委員會的代表，他也曾經上過戰場。1981年6月，哈梅內伊在一次記者會裡遭到暗殺，一個炸彈被暗藏在錄音機裡，他被爆炸波及，右手永久失去活動能力。
| 1981年總統選舉候選人     | 得票       | 百分比 |
| ------------------------ | ---------- | ------ |
| 阿里·哈梅內伊            | 16,003,242 | 95.02% |
| 阿里·阿克巴爾·帕爾瓦雷什 | 342,600    | 2.03%  |
| 哈桑·加富里法德          | 78,559     | 0.47%  |
| 禮薩·扎瓦雷              | 62,133     | 0.37%  |
| 白票或無效票             | 356,266    | 2.12%  |
| 總票數                   | 16,841,800 | 100%   |

1981年，總統穆罕默德·阿里·拉賈伊被暗殺，哈梅內伊在總統選舉以一面倒的票數成功當選伊朗總統，他亦是第一位擔任總統的教士。霍梅尼原本不想由教士出任總統，但後來改變了主意。

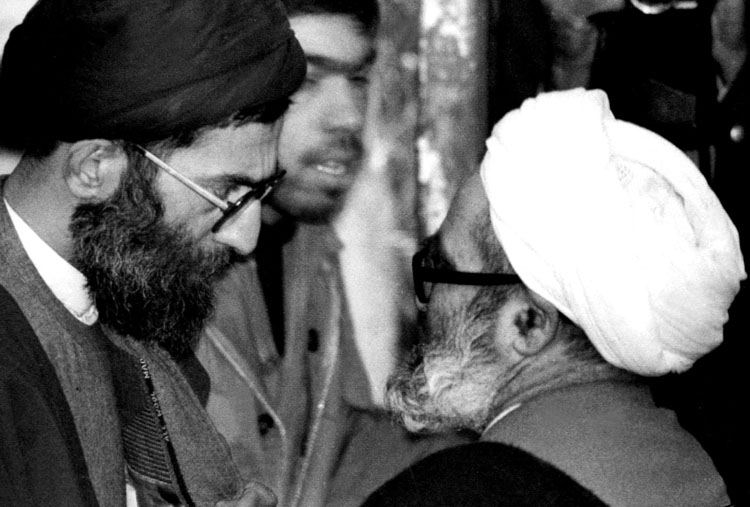
哈梅內伊與侯賽因-阿里·蒙塔澤里。

在總統就職發表演講時，哈梅內伊宣誓要消除「異端、自由主義和受美國影響的左派」。在1980年代哈梅內伊上任前後，政權遭到強烈反對，當中包括暴力和非暴力的抗爭、暗殺、游擊活動及叛亂，國家以鎮壓和恐怖手段回應。逾千名謀叛集團的成員遇害，他們大多被革命法院判處死刑。1982年，政府宣佈法院會被嚴加約束，但多個政治團體繼續受到政府打壓。
在1980年代的兩伊戰爭時期，哈梅內伊協助帶領國家，並與勢力壯大的伊斯蘭革命衞隊發展緊密的關係。他以對軍事、預算及行政細節上有濃厚的興趣而知名。1982年，伊拉克軍隊在伊朗本土被擊退，他不贊成霍梅尼向伊拉克本土反擊的決定，時任伊朗總理米爾-侯賽因·穆薩維也站在哈梅內伊一方，但在後來的2009年伊朗選舉抗議裡卻與他敵對。
1985年總統選舉，哈梅內伊成功連任，得票率達85%。

## 出任最高領袖

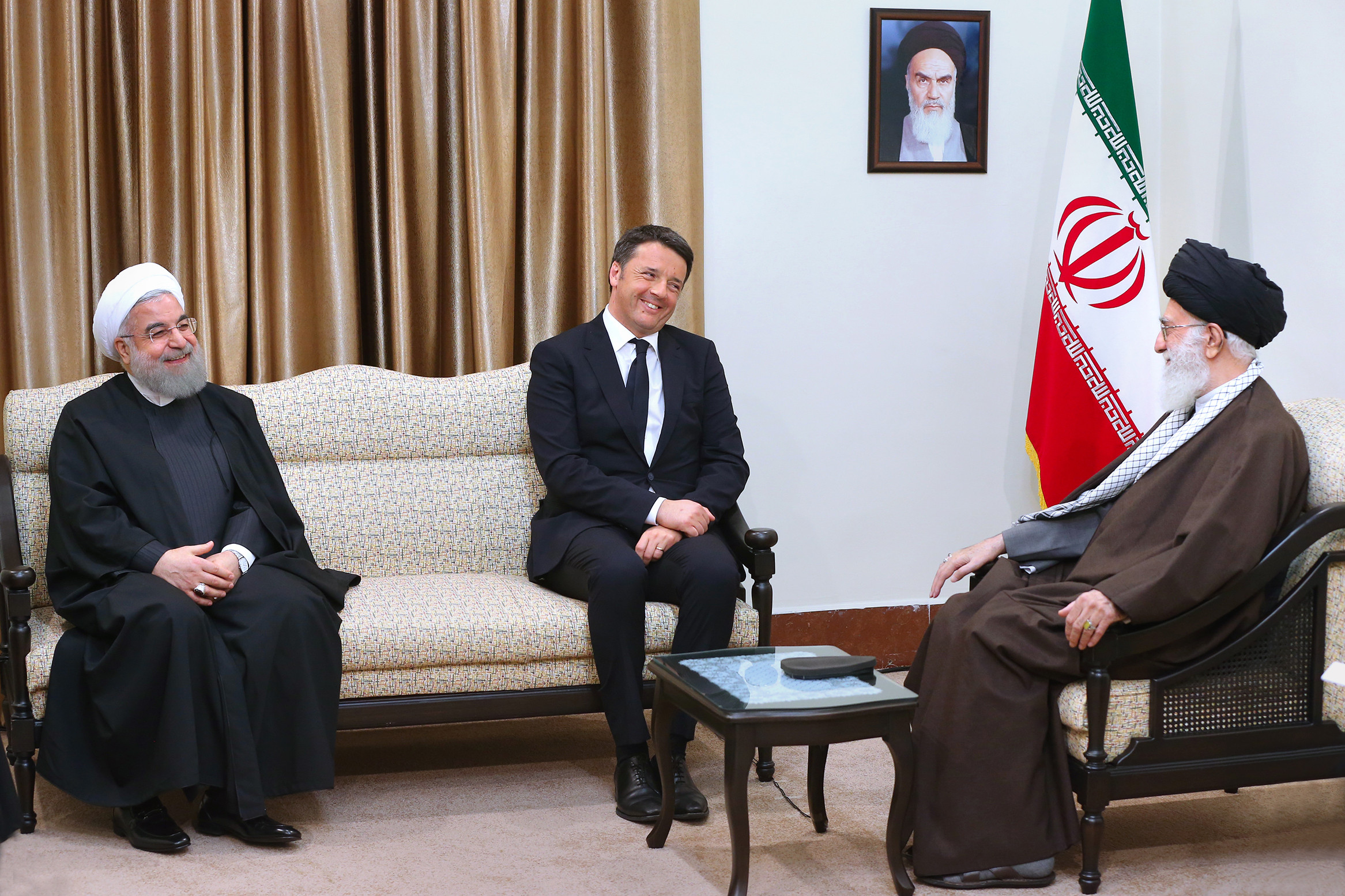
與伊朗總統哈桑·鲁哈尼及義大利總理马泰奥·伦齐，2016年4月12日

在伊朗伊斯蘭革命領袖霍梅尼去世後，時任總統的哈梅內伊在1989年6月4日被伊朗專家會議選舉為新的最高領袖。在最初，由阿里·梅什基尼（Ali Meshkini）、穆薩維·阿德比利（Mousavi Ardabili）及哈梅內伊以委員會的方式被提名為最高領袖，但專家會議拒絕接納領導委員會這種形式，加上大阿亞圖拉穆罕默德-禮薩·戈爾佩伽尼（Mohammad Reza Golpaygani）得不到足夠的票數，哈梅內伊最終以三分之二的票數當選為最高領袖。
統治者應該由伊斯蘭法學家擔當「監護者」的概念是由霍梅尼的一系列講課集結成書而得。在這種神權監護領導下，必須由在憲法裡稱為最高領袖的監護法學家的批准才可合法地作出政治決定。即使是民主選舉產生的總統也須得到最高領袖的首肯才可就任。

### 哈梅內伊的領導模式
作為伊朗最高領導人，哈梅內伊的作風與前任領袖霍梅尼有所不同，他沿襲了霍梅尼「相互制衡，避免一方獨大」的政策，但他沒有霍梅尼所有的號召力和教士地位，他於是發展他的人際網絡，先由軍隊入手，接著便是主要的宗教組織（烈士基金）及庫姆和馬什哈德的神學院。據學者瓦利·納斯爾（Vali Nasr）所說，哈梅內伊的權力龐大，他的辦公室成為了「伊朗政治舞台上無所不能的監視者」。哈梅內伊手下的官員影響著各種有權勢的組織，包括「議會、總統、法院、革命衛隊、軍方、情報機關、警察機關、上流教士、星期五領拜者及許多媒體」，還有各個「民間組織、團體、委員會、神學院及商業團體」。在他的領導下，政府就像「教士寡頭政治多於獨裁」。
為了維持「最高領袖『監護』而非管治的形象」，哈梅內伊與日常的政治事務保持距離，他從沒有舉行過記者會或接受採訪。在侯曼·馬吉德的著作裡提到：
|  | 他只在特殊場合發表言論，例如偶然的星期五禮拜或某項祭祀典禮。他會會見外國的達官貴人（幾乎全是穆斯林），但限制媒體及公眾評論，他的會面對象包括伊朗支持的國家或實體（如哈馬斯和真主黨）、與伊朗關係友好或同屬伊斯蘭國家、伊朗希望可以拓展貿易或簽訂協議的友好國家。他明確表示不會和西方勢力的代表會晤。最高領導不會出國，所以如果有人希望一睹他的面貌就必須要到伊朗。 |

儘管如此，他仍保留「干預和理順」錯誤政策或決定的權力。
哈梅內伊在演說裡經常提及與1979年革命相關的話題，如正義、獨立、自足、原教旨主義伊斯蘭政府及堅決反對以色列及美國，而甚少提及諸如民主、加強政府透明度等其他的革命理想。在他任職最高領袖期間，他成功阻撓總統拉夫桑賈尼嘗試與美國尋求妥協，又制止了總統哈塔米將伊斯蘭共和國民主化的渴望。

### 大阿亞圖拉的爭議
許多穆斯林學家不承認哈梅內伊為大阿亞圖拉。
在霍梅尼去世的時候，哈梅內伊不是馬爾賈和阿亞圖拉。伊朗伊斯蘭共和國憲法規定最高領袖必須是馬爾賈。由于霍梅尼不滿意他原定的繼承人侯赛因-阿里·蒙塔泽里，1989年4月，即他去世前三個月，他差遣人員修改憲法，使具備「適當的政治和管治能力」的伊斯蘭法學專家都可以成為伊朗最高領袖。在這項新的憲法修訂還沒有舉行全民公投的情況下，專家會議先行授予哈梅內伊一個暫定官職。選擇哈梅內伊的原因據說是為了拉攏「在哈梅內伊身後的政治精英」，哈梅內伊的地位「在一夜間」由伊斯蘭權威躍升至阿亞圖拉。
哈梅內伊的馬爾賈身份一直備受爭議。在1994年大阿亞圖拉穆罕默德·阿里·阿拉基（Mohammad Ali Araki）逝世後，庫姆神學院教員協會宣佈哈梅內伊為馬爾賈，但伊朗的四名大阿亞圖拉拒絕承認哈梅內伊的馬爾賈身份。最終哈梅內伊以責任重大為由不接受成為伊朗什葉派穆斯林的馬爾賈，但接納成為伊朗境外什葉派穆斯林的馬爾賈。
因與霍梅尼對立而被軟禁的大阿亞圖拉穆罕默德·設拉子（Mohammad Shirazi）不承認哈梅內伊為馬爾賈。佩斯大學教授禮薩·阿夫沙里在《伊朗人權》一書裡提到，設拉子對哈梅內伊被認可為最高領袖和馬爾賈感到「憤慨」，他似乎更傾向於由一群大阿亞圖拉組成的委員會來領導國家。
其他對哈梅內伊的馬爾賈地位抱有疑問的教士還包括大阿亞圖拉侯賽因-阿里·蒙塔澤里、大阿亞圖拉哈桑·塔巴塔巴伊-庫米（Hassan Tabataba'i-Qomi）及大阿亞圖拉阿蘇貝丁·拉斯特加·喬伊巴里（Yasubedin Rastegar Jooybari）。在1997年，侯賽因-阿里·蒙塔澤里「質疑最高領袖的權力」，結果導致他的宗教學院被迫關閉，他在庫姆的辦公室也遭到襲擊，還被軟禁了一段時間。

### 法特瓦
哈梅內伊以大阿亞圖拉（無論是否爭議性）的身分發佈了超過一千條法特瓦（穆斯林宗教領袖的敕令）回應什葉派的請訴者，內容包括「一切事物諸如伊斯蘭法律到籃球賭博、學生貸款到孩童日托、婦女騎乘摩托車到入住佛教徒的旅館」。他裁決佩帶領帶、收聽外國音樂或新聞都違反教例，但穿鼻孔並不違例（包括佩帶飾物）。

#### 反核武的法特瓦
哈梅內伊發佈過一條法特瓦，稱伊斯蘭教治下嚴禁生產、儲存及使用核武器。此教令在2005年8月於維也納舉行的國際原子能機構會議裡陳述在伊朗政府的官方聲明裡。
伊朗核問題一直是數十年來反覆提及的國際議題，伊朗政府堅稱其核發展的目的是發電，但一些西方國家指控伊朗嘗試發展核武。

### 與傳媒的關係
在2000年，哈梅內伊被保護記者委員會列為「傳媒及言論自由的十大敵人之一」，而在2007年則名列時代百大人物。異見記者艾哈邁德·扎伊達巴迪、穆赫辛·薩澤伽拉（Mohsen Sazegara）、穆罕默德·努里扎德（Mohammad Nourizad）及阿克巴爾·甘吉曾經涉嫌散佈反對哈梅內伊的政策和一些團體而被捕和接受調查。根據伊朗的媒體法，造謠、失實報道及歪曲他人言論實屬違法，而誹謗國內官員、機構、組織或侮辱受法律保護和尊重的法人或真人是不被允許的，以圖象或漫畫的方式進行以上行為也包括在內。
哈梅內伊最具爭議性的決定是在2000年拒絕通過議會為求修訂媒體法而呈交的議案，以及他所委任的憲法監督委員會在2004年伊朗議會選舉裡取消了逾千名議會候選人的參選資格。

### 政治權力
美國卡內基國際和平基金會的研究員卡利姆·薩迪加布認為哈梅內伊在近年權力壯大的原因如下：
|  | （1）其人際網絡遍佈在政府架構內的戰略職位上，鞏固其威信； （2）弱權，保守派主導的議會由哈梅內伊的親信戈拉姆-阿里·哈達德-阿德爾（他的女兒嫁給哈梅內伊的兒子）領導； （3）伊斯蘭革命衛隊的政治和經濟影響力與日俱增，革命衛隊的領導人由哈梅內伊直接任命，故革命衛隊順從哈梅內伊； （4）伊朗年輕人對政治的態度冷淡……； （5）最重要的是在2005年總統選舉，採取強硬路線的馬哈茂德·艾哈邁迪內賈德徹底打敗了哈梅內伊的政敵……阿克巴爾·哈什米·拉夫桑賈尼…… |

### 2009年總統選舉爭議
2009年8月中旬，一組不知名的前任改革派議員向負責選舉、監察及罷免最高領袖的專家會議作出申訴，要求調查哈梅內伊的執政資格。一周後，一組伊朗教士發出一封匿名信件，信裡「稱伊朗的最高領袖是獨裁者，要求罷免他」。這信件動搖了哈梅內伊「中立仲裁者和伊斯蘭名義領袖的角色」，對「國家最具權力的人物制造了史無前例的難題」。《紐約時報》報導寫上「終結哈梅內伊」的塗鴉開始出現在德黑蘭街頭上，這種標語在不久前還是難以想像會出現的。
該信件被寄到專家會議領導人、前總統阿克巴爾·哈什米·拉夫桑賈尼那裡，拉夫桑賈尼本人亦質疑選舉結果。據《美聯社》預測，這封信件不會得到「由86名議員組成、當中三分二被認為是哈梅內伊親信的議會認可，並且會反對」對哈梅內伊作出任何調查。
《紐約時報》報導，「一名著名教士及前任議員在周日與信件的一些作者交談，相信信件並非偽造」，信件的簽署人達「數十人，多數是庫姆、伊斯法罕、馬什哈德的中產階層」。

### 美國制裁
美國總統奧巴馬時期，美伊關係有所轉圜，美國和伊朗以及其他相關國家簽署联合全面行动计划。美國總統特朗普就職後，美伊關係急轉直下。2018年5月8日，美國退出聯合全面行動計畫。2019年6月阿曼湾油轮遇袭事件，美國指責是伊朗所為。2019年6月20日，伊朗击落美国无人机。美国总统特朗普一度批准对伊朗进行报复性军事行动，但随后撤销。6月24日，特朗普下令对哈梅内伊实施金融制裁以及对伊朗发动网络攻击。

## 國內政策
哈梅內伊被一些人視為國家保守當權勢力的領銜人物。他是所有武裝部隊的總司令，有權任命司法機關、國營電台及電視台的首長。
在2005年的總統大選前，哈梅內伊形容教士梅斯巴·亞茲迪（Mesbah Yazdi）是伊朗最可靠的思想家之一，但據稱哈梅內伊「最近關注梅斯巴·亞茲迪的政治野心」。梅斯巴·亞茲迪是伊朗改革運動的批評者，被視為總統艾哈邁迪內賈德的精神顧問。
2007年，哈梅內伊要求政府官員加快伊朗轉向經濟私有化的步伐。對上一次有關私有化的行動在2004年實施，當時推翻了憲法第44條，憲法第44條指伊朗的主要基礎建設應是國營。哈梅內伊還提議私人所有權應在司法部轄下的法院得到保障，以保障及鼓勵私人投資。
另外，哈梅內伊對民用用途的核技術表示了肯定，因為「石油和天然氣儲備總會耗盡的」。
2008年4月30日，哈梅內伊支持總統艾哈邁迪內賈德的經濟政策，他指西方比伊朗面對著更嚴峻的經濟問題，經濟危機由美國擴散至歐洲，而通膨亦是一個廣泛存在的問題。哈梅內伊稱該經濟危機嚴重損害了全球經濟，這在過去60年來是前所未有的，「這次危機使聯合國對環球食物短缺的狀況發出了警示，但外國媒體卻隱指現時的價格高漲及國內通膨是部分伊朗官員疏忽而造成，這當然是失實的」。他又強調，任何人沒有權利因伊朗的經濟問題而責備伊朗政府。他建議人民和政府要知足，以度過經濟難關，他又補充「你們應謹記這個偉大的民族是永不怕經濟制裁的」。

### 大學伊斯蘭化
在2002年的一次演講裡，哈梅內伊突顯他不滿意高等教育及科學部部長穆斯塔法·莫因（Mostafa Moeen）的表現，因為莫因准許學生從事哈梅內伊認為是反伊斯蘭教的行為，如演奏和研習音樂、美術；到異教徒的國家旅遊；非宗教性質的野外考察。在該演講裡，哈梅內伊要求更嚴格地管制這些行為，敦促大學強制執行伊斯蘭價值。

### 科學與科技
哈梅內伊支持伊朗科學發展，他是最先准許進行幹細胞研究及體細胞核轉移的伊斯蘭教士之一。在2004年，哈梅內伊表示國家的進步倚靠科學及科技領域上的投資，又認為社會對學者和科學家的重視有助於培育人才，確保國家的進步和發展。

### 少數族群
據報導，哈梅內伊反對在伊朗首都興建一座遜尼派的清真寺。《亞洲時報》引述一名德黑蘭學生稱，前任改革派總統穆罕默德·哈塔米表示哈梅內伊沒有堅守他的競選時的承諾，允許在德黑蘭興建遜尼派清真寺。導致168人喪生的裏海航空7908號班機空難發生後，哈梅內伊保持緘默，也沒有宣佈全國哀悼，這引起了伊朗基督徒，伊朗裔美國人及其他伊朗社群的憤怒。與什葉派伊拉克教士穆罕默德·巴格爾·哈基姆的身亡比對，當時哈梅內伊發佈了通知，宣佈全國舉行三天哀悼。

### 國營電台及電視台
哈梅內伊有權直接任命伊朗伊斯蘭共和國廣播電視台及其他組織的領導人。國家控制著大多數的電台及電視新聞渠道，這些親政府的聲音經常宣揚官方的強硬措詞，不少人對國營媒體的宣傳和鼓吹表達不滿。

### 伊斯蘭法律的解釋
作為「監護人」或最高領袖，哈梅內伊頒佈教令指「監護人」在「任何關於穆斯林及伊斯蘭教事務上」的決定是「整個民族的意志和決定」。
1996年末，哈梅內伊又頒佈教令指音樂教育敗壞年輕人的思想，許多音樂學校被關閉，禁止公共機構對16歲以下的少年教授音樂（私營機構不受影響）。哈梅內伊又稱「不論任何年齡和任何教育程度，學校推廣音樂（包括傳統及西方音樂）不符合伊斯蘭教的信條和理念」。
到1999年，哈梅內伊頒佈教令允許採用捐精、捐卵和代孕的方式進行生育，這與埃及在1980年代頒佈有關輔助生殖技術的教令有所不同，該教令允許使用輔助生殖技術，但不包含第三者捐獻。
2000年，哈梅內伊在寫給議會的信函裡表明禁止伊朗媒體法的修訂，他指「現行的媒體法有效地防止災難，現時草擬的法案是非法的」。改革派及反對派經常批評他的「絕對立法權」。部分議會成員表示憤慨，又揚言會辭職。
2002年，他裁定人工幹細胞研究在只制造人體部分器官的情況下在伊朗是合法和允許的。
哈梅內伊在同年介入對大學教授哈希姆·阿哈加里的死刑判決，阿哈加里指出穆斯林應重新解讀伊斯蘭，而不應盲目追從領袖，因而被判死刑。哈梅內伊要求法院重審，後來阿哈加里被改判有期徒刑。
2007年7月，哈梅內伊批評伊朗的女權激進分子及《消除對婦女一切形式歧視公約》。他在女權激進分子德拉瑞姆·阿里（Delaram Ali）被判處34個月有期徒刑及鞭笞10下的兩天後稱「在我們的國家……一些激進的婦女和一些男子企圖在伊斯蘭規條裡大造文章，以期貼合與婦女相關的國際公約」，「這是不正確的」。
關於婦女的著裝要求，哈梅內伊稱婦女有義務穿著「希賈布」。
哈梅內伊指出「同性戀是現今西方世界面對的主要問題，他們卻往往忽視它，而事實上同性戀是西方知識份子的重大、痛苦和找不到解決方案的難題」。
在哈梅內伊的示意下，伊朗警方在2007年發動「公共治安計劃」，逮捕了數十名「惡棍」以提升公共治安。這些被捕的「惡棍」在鄰居和鏡頭面前被毆打，又被迫在頸部懸掛衛生間使用的貯水皿。

### 選舉
哈梅內伊對憲法監督委員會的半數成員俱有影響力，憲法監督委員會負責批准或註銷專家會議、總統及議會的參選資格。2004年2月，憲法監督委員會取消了逾千名候選人的資格，當中包括80名現任候選人（包括副議長）、許多議會的改革派議員以及2004年伊朗議會選舉當中伊斯蘭參與陣線黨的所有參選人，結果保守派贏得議會70%的議席。是次議會選舉是伊朗政治變革路途上的轉捩點，意味著1997年5月穆罕默德·哈塔米當選總統以來落實的政治和社會改革將會終止。
在2005年的總統選舉，哈梅內伊的發言強調反貪污腐敗及篤信伊斯蘭革命理念的重要性，而且對工程研究人員的智慧和活力流露出重視，這被外界解讀為對總統艾哈邁迪內賈德的微妙崇拜（艾哈邁迪內賈德擁有交通工程的博士學位）。在總統選舉結束後，哈梅內伊毫不掩飾他對艾哈邁迪內賈德的支持，「公開為他辯解的程度超越」其對改革派總統哈塔米。哈梅內伊對2009年總統選舉的結果作出了證實。
哈梅內伊對於被形容為伊朗伊斯蘭共和國「近30年來最大型的民主抗爭」的伊朗綠色革命持堅定的反對立場。他表明不會重新審議點票結果，也不會對總統艾哈邁迪內賈德的當選質疑產生的公眾壓力而屈服，他說「奉真主阿拉之名，總統選舉得到確切地舉行，目前的一切都應是合法的」。在同年6月19日的一次公共場合裡，哈梅內伊表達了他對艾哈邁迪內賈德當選的支持，並指摘英國、以色列及美國等外國勢力助長對選舉結果的抗議。他指明英國是當中「最邪惡的」，又表明如果西方勢力干預伊朗內政，伊朗人民會以「鐵拳」回應。

### 人權

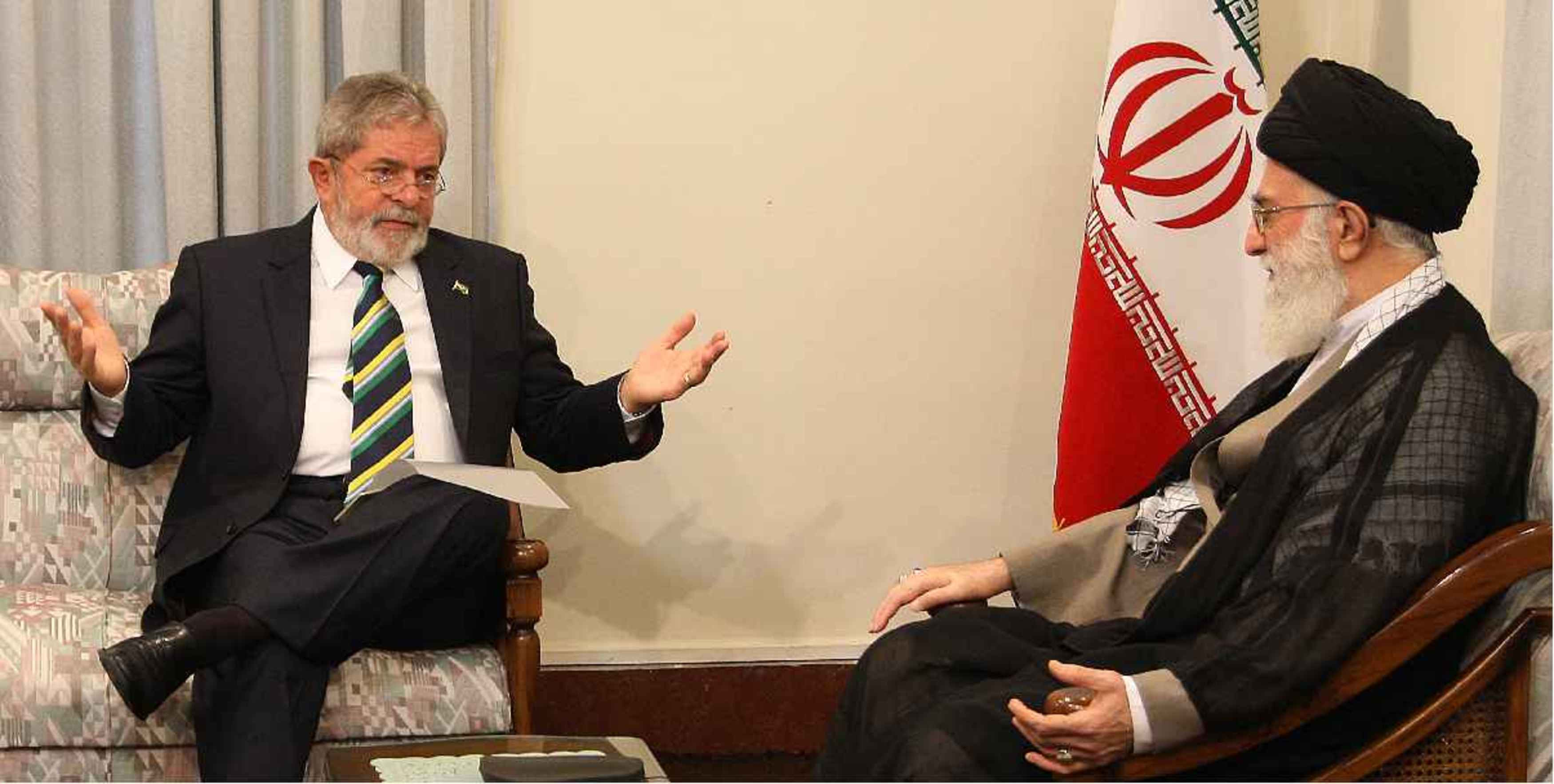
哈梅內伊與巴西總統路易斯·伊納西奧·盧拉·達席爾瓦

哈梅內伊說過人權是根本的原則，隱含伊斯蘭教教義，領先西方所關注的人權達多個世紀。伊斯蘭教的人權包括生存、自由、公平對待及接受福利的權利。他批評西方勢力非議伊朗人權紀錄的行為表裡不一，西方勢力卻以經濟手段榨壓第三世界國家的人民，又支持獨裁者。
不過，哈梅內伊並沒有將之延伸到巴哈伊信仰的宗教自由上，他和霍梅尼一样支持迫害巴哈伊信仰，又簽署了縮減巴哈伊信仰在國內外影響力的多個方案。根據一封由伊朗武裝部隊指揮部主管寫給情報及國家安全部、革命衛隊及警方的信件，哈梅內伊下令指揮部識別巴哈伊信仰的信徒，監視他們的活動，並要搜集信徒的所有資料。
在回應西方對伊朗侵犯人權的批評時，哈梅內伊指美國在行政上干犯了不少罪行，不適宜評論伊朗的情況。
與強硬派教士穆罕默德-塔基·梅斯巴-亞茲迪（Mohammad-Taqi Mesbah-Yazdi）會面時，哈梅內伊讚揚他的著作和思想具原創性、實用及正當，他表示現今較過去任何時期更需要這些思想。梅斯巴-亞茲迪提倡重新重視1979年伊朗伊斯蘭革命的價值，他是伊朗改革運動的重要反對者。
1992年9月17日，三名伊朗庫爾德族反對派領袖及他們的翻譯在巴林的一所米克諾斯餐廳遇刺身亡，巴林最高刑事法庭向伊朗情報部長發出國際通輯令，指伊朗情報部長策劃行剌事件，暗示哈梅內伊是行剌事件的幕後主腦之一。
哈梅內伊是準軍事組織巴斯基民兵的唯一和直接指揮官，他們在鎮壓2009年總統選舉引發的抗議過程當中導致許多示威者喪生。海牙的國際法庭收到請願，就哈梅內伊在伊朗的屢次侵犯人權當中的角色要求調查、起訴及逮捕他。

#### 因批評哈梅內伊而被起訴的人物
在伊朗伊斯蘭共和國，侮辱最高領袖是一種罪行。被認為侮辱最高領袖的人可被逮捕及以非正式的形式進行懲罰，如被民團團員毆打，即使是哈梅內伊的家庭成員也不能豁免在外，哈梅內伊的弟弟、改革派教士哈迪·哈梅內伊（Hadi Khamenei）在「佈道時批評最高領袖的權力」，及後被忠於哈梅內伊的巴斯基民兵「痛打」。因「侮辱哈梅內伊」而被起訴的作家、記者及政治家包括：
- 艾哈邁德·扎伊達巴迪[114]
- 阿卜杜拉·努里（Abdollah Nouri）[115]
- 馬吉塔巴·薩曼內賈德（Mojtaba Saminejad）[116]
- 穆罕默德·努里扎德（Mohammad Nourizad）[117]
- 伊薩·薩哈西茲（Isa Saharkhiz）[118]
- 穆赫辛·薩澤伽拉（Mohsen Sazegara）[119]
- 阿克巴爾·甘吉[120]

## 外交政策

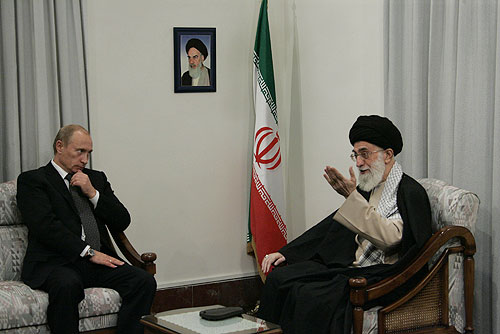
伊朗最高領袖哈梅內伊與俄羅斯總統弗拉基米爾·普京

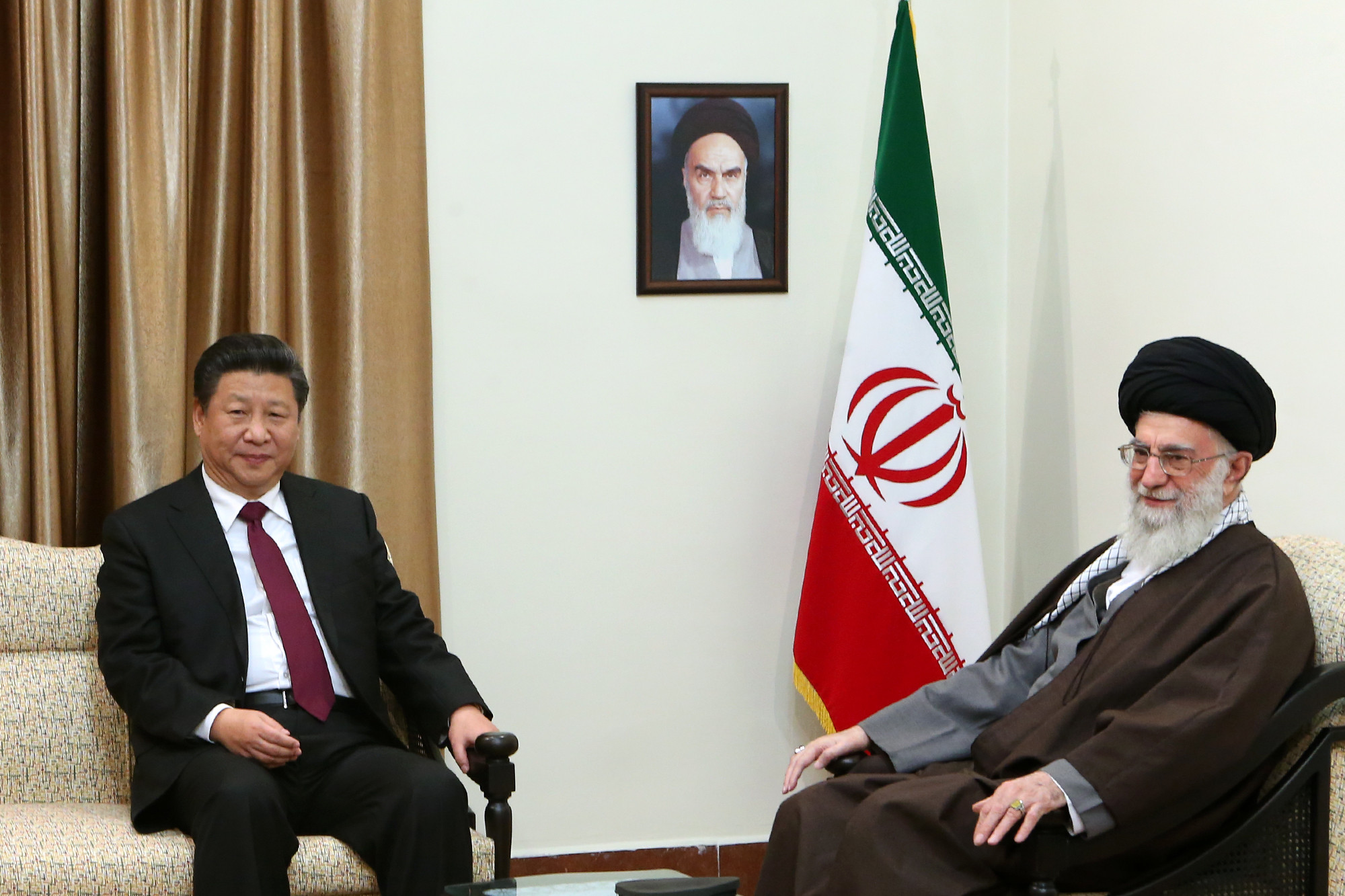
伊朗最高領袖哈梅內伊與中國最高領導人習近平，2016年1月23日

哈梅內伊對外交政策有「直接管轄權」，「在沒有他的直接參與和許可下，他人或其他部門不得擅自決斷」。他配備有一隊獨立於總統的外交小組，成員包括「兩位前任外交部部長」，他「可在任何時候參進小組的事務」以「更正」有漏洞的決定或政策。據說他的外交方針奉行既不與西方對抗，也不與西方和解。

### 與美國的對立
哈梅內伊被描述維持與美國和西方的一貫對立姿態，這種對立姿態在他的講話裡不論議題涉及外交、農業或教育都體現出來。他曾經表示自從美國「嘗試建立全球霸權，並以支配其他國家及踐踏他們的權利的方式來追求自身的利益」，伊朗和美國之間的「衝突和對抗」是「很自然及無可避免的」。雖然「斷絕與美國的關係是基本的政策」，「因一旦建立了關係，這等同給美國的情報人員和間諜敞開大門，讓美國滲透伊朗」，但是哈梅內伊對於未來與美國的政策仍持開放態度，他說「我們沒有表明這種斷絕的關係會永久維持下去，當與美國建立關係確實有利於伊朗民族的時候，我第一時間會認同」。不過，伊朗電視台引述他在2008年10月29日對伊朗學生的講話稱「伊朗人對美國的憎惡根探締固，原因是美國政府在過去50年炮制了多次針對伊朗及伊朗人陰謀，他們不僅沒有就他們的行為道歉，並且一如既往地持續那些可惡的行徑」。
2006年6月4日，哈梅內伊稱如果伊朗遭到美國襲擊，伊朗會襲擾波斯灣地區的能源輸送（全世界約20%的石油日常供應都會由波斯灣通過霍爾姆海峽，非常接近伊朗海岸），又重申伊朗不會放棄發展核能源的權利。
2007年9月14日，哈梅內伊預料美國總統喬治·布殊及一些美國官員終有一天會因美國主導的伊拉克戰爭而在國際刑事法庭受審。他指責美國要為伊拉克發生的「無差別恐怖主義」負責，堅稱美國就是伊拉克的不穩定因素。
2009年3月21日，即美國總統巴拉克·奧巴馬史無前例地向伊朗發生外交照會後的一天，哈梅內伊稱美國的「改變」並不足夠，他又說「我們會密切注視（美國新政府）……你作出了改變，那麼我們的態度也會作出相應的改變」。
2016年11月2日，哈米尼指出，希拉蕊和川普在2016年美國總統選舉辯論中的說法，足以毀滅美國的聲譽。而伊朗當局也對於川普當選總統之後的未來感到擔憂，因為他說當選後將要撕毀伊朗核子協議。

### 譴責九一一恐怖襲擊
九一一襲擊事件發生後，哈梅內伊譴責襲擊事件及襲擊者，呼籲全世界一同譴責恐怖活動，但強烈反對動用武力入侵阿富汗。他被引述稱「不論作惡者、被害者或發生的地點，對人類的大規模殺害都是大災難，這種行徑應受到譴責」。

### 以巴衝突
哈梅內伊堅決反對以色列及錫安主義，他在2001年作出了著名的評論：「這個癌腫瘤般的國家（以色列）應當要被切除」，「任何人都不能容忍由一幫來自倫敦、華盛頓和莫斯科的惡棍支配巴勒斯坦人」。在同一場合，他又表示「巴勒斯坦難民應該返回故鄉，穆斯林、基督徒及猶太人都可為籌組政府作出決定，但不包括以色列猶太人」。
據反政府更替積極分子阿巴斯·埃達拉所說，總統艾哈邁迪內賈德在2005年提及錫安主義應「從世界版圖上移除」，哈梅內伊繼而補充「伊斯蘭共和國沒有威脅過任何國家，以後也不會這樣做」。另外，哈梅內伊在外交政策方面的主要顧問阿里·阿克巴爾·韋拉亞提拒絕參與納粹大屠殺會議。韋拉亞提稱納粹大屠殺是種族清洗而且是史實，明顯跟艾哈邁迪內賈德的說法不同。
哈梅內伊在2008年9月19日的星期五禮拜的佈道當中表示「說我們是以色列人的朋友是錯誤、不合理、無根據和瞎扯的」，指「這沒有任何議論的空間」。這番言論用以回應早前負責旅遊事務的副總統埃斯凡迪亞爾·拉希姆·馬沙稱錫安主義國家是伊朗的敵人，但以色列人不是伊朗的敵人。
2009年9月，哈梅內伊再被引述稱「名為錫安主義的癌細胞正在侵蝕伊斯蘭民族的眾生」。

## 评價
2000年，非政府组织「無國界記者」將哈梅內伊列入「新聞自由掠奪者」名單。

### 引用
1. ↑  . Islam-pure.de.   [2011-04-22]. （原始内容存档于2009-09-01） （英语）.
2. 1 2 3 4 5  . BBC News. 2009-06-17  [April 22, 2011]. （原始内容存档于2021-04-25） （英语）.
3. ↑  . State.gov. 2010-07-23  [April 22, 2011]. （原始内容存档于2010-08-19） （英语）.
4. ↑  Akbar Ganji. . Foreign Affairs. 2008-11-12 （英语）.
5. ↑  . Associated Press. 2010-06-16  [April 22, 2011]. （原始内容存档于2011-07-13） （英语）.
6. ↑  . khamenei.ir. 03-08-2009  [April 22, 2011]. （原始内容存档于2011-07-26） （英语）.
7. ↑  Maziar Bahari. . Newsweek. 2007-04-06  [April 22, 2011]. （原始内容存档于2010-10-25） （英语）.
8. ↑  Ali Khamenei，第129頁
9. ↑  . Leader.ir.   [April 22, 2011]. （原始内容存档于2009-06-18） （英语）.
10. ↑  Robin B. Wright. . Random House. 2001年. ISBN 0375706305 （英语）.
11. ↑  Svante E. Cornell. . Centre for World Dialogue.   [April 22, 2011]. （原始内容存档于2013-09-27） （英语）.
12. ↑  . IRIN. 2006-05-25  [April 22, 2011]. 原始内容存档于2007-08-14 （英语）.
13. ↑  Iason Athanasiadis. . Atimes.com. 2006-06-08  [April 22, 2011]. （原始内容存档于2011-08-24） （英语）.
14. ↑  Mahan Abedin. . Atimes.com. 2004-09-28  [April 22, 2011]. （原始内容存档于2005-04-23） （英语）.
15. ↑  Hooman Majd. . 2009-02-19  [April 22, 2011]. （原始内容存档于2010-01-16） （英语）.
16. 1 2  . Iranchamber.com.   [April 22, 2011]. （原始内容存档于2009-06-11） （英语）.
17. ↑  Yossi Melman、Meir Javedanfar. . Basic Books. 2008年: 第146頁. ISBN 0786721065 （英语）.
18. ↑  Ali Khamenei，第68頁
19. ↑  Kaveh Basmenji. . Saqi. 2005年: 第197頁. ISBN 0863565824 （英语）.
20. ↑  . nndb.com.   [May 4, 2011]. （原始内容存档于2009-06-18） （英语）.
21. ↑  Julian Borger. . guardian.co.uk. 2009-07-08  [May 4, 2011]. （原始内容存档于2013-06-19） （英语）.
22. ↑  Julian Borger. . The Guardian. 2009-06-22  [May 4, 2011]. （原始内容存档于2009-06-24） （英语）.
23. ↑  The Ayatollah Begs to Differ : The Paradox of Modern Iran，第61頁
24. ↑  . Irannegah.com.   [April 22, 2011]. （原始内容存档于2009-06-18）.
25. ↑  Mark Weston. . John Wiley and Sons. 2008年: 第361頁. ISBN 0470182571 （英语）.
26. ↑  .   [April 22, 2011]. （原始内容存档于2009-07-21）.
27. ↑  . Khamenei.ir. 2008-03-04  [April 22, 2011]. （原始内容存档于2011-05-20） （英语）.
28. ↑  . khamenei.de.   [April 22, 2011]. （原始内容存档于2009-06-18） （英语）.
29. ↑  John McCormick. . Cengage Learning. 2009年: 第518頁. ISBN 049556852X （英语）.
30. 1 2  Manouchehr Ganji. . Greenwood Publishing Group. 2002年: 第82頁. ISBN 0275971872.
31. 1 2 3 4  Vali Nasr. . Washington Post. 2007-12-09  [April 23, 2011]. （原始内容存档于2021-04-01）.
32. ↑  Ali Khamenei，第94頁
33. 1 2 3 4 5 6 7 8 9 10   (PDF).   [April 23, 2011]. （原始内容存档 (PDF)于2011-05-06）.
34. ↑  Nikki R. Keddie. . University of Washington Press. 2002年: 第309–310頁. ISBN 0295982063 （英语）.
35. ↑  . Iranchamber.com.   [April 24, 2011]. （原始内容存档于2009-04-09）.
36. ↑  Efraim Karsh. . Osprey Publishing. 2002年: 第41頁. ISBN 1841763713 （英语）.
37. ↑  H. W. Wilson Co.  第48卷. H. W. Wilson Co. 1988年: 第310頁 （英语）.
38. ↑  Roger East、Richard Thomas. . Routledge. 2003年: 第236–237頁. ISBN 185743126X （英语）.
39. ↑  John L. Esposito. . Syracuse University Press. 1998年: 第221頁. ISBN 0815627742 （英语）.
40. ↑  Sofia A. Koutlaki. . Intercultural Press. 2010年: 第9頁. ISBN 1931930902 （英语）.
41. 1 2 3  Ervand Abrahamian. . iran-bulletin.org. 2008-11-06  [April 27, 2011]. （原始内容存档于2009-06-17） （英语）.
42. ↑  The Ayatollah Begs to Differ : The Paradox of Modern Iran，第56頁
43. ↑  The Ayatollah Begs to Differ : The Paradox of Modern Iran，第59頁
44. ↑  . Frontline. 2009-07-12  [April 27, 2011]. （原始内容存档于2021-04-01） （英语）.
45. ↑  Bill Samii. . Radio Free Europe. 2004-09-16  [April 27, 2011]. （原始内容存档于2016-08-04） （英语）.
46. ↑  Hamid Dabashi. . Transaction Publishers. 2006年: 第xxii頁. ISBN 1412805163 （英语）.
47. 1 2  . Globalsecurity.org.   [April 28, 2011]. （原始内容存档于2018-10-13） （英语）.
48. ↑  Ali Khamenei，第103頁
49. ↑  Reza Afshari. . University of Pennsylvania Press. 2001年: 第226頁. ISBN 081223605X （英语）.
50. ↑  Robin B. Wright. . Penguin Press. 2009年: 第292頁. ISBN 0143114891.
51. ↑  Kaveh L Afrasiabi. . Asia Times Online. 2006-03-17  [April 28, 2011]. （原始内容存档于2012-06-24） （英语）.
52. ↑  . Radio Free Europe. 2005-08-11  [April 28, 2011]. （原始内容存档于2016-03-04） （英语）.
53. ↑  Eric H. Arnett. . Oxford University Press. 1996年: 第58頁 （英语）.
54. ↑  . Committee to Protect Journalists. 2000-05-03  [April 29, 2011]. （原始内容存档于2011-11-29） （英语）.
55. ↑  Azadeh Moaveni. . Time. 2007-05-03  [April 29, 2011]. （原始内容存档于2009-04-16） （英语）.
56. ↑  .   [April 29, 2011]. （原始内容存档于2010-05-31） （波斯语）.
57. ↑  . Bbc.co.uk.   [2010-08-21]. （原始内容存档于2010-07-25） （波斯语）.
58. ↑  . gooya news.   [April 29, 2011]. （原始内容存档于2011-09-27） （波斯语）.
59. ↑  Sadeq Saba. . BBC News. 2002-04-29  [April 29, 2011]. （原始内容存档于2012-01-24） （英语）.
60. 1 2  . irna.ir.   [April 29, 2011]. （原始内容存档于2014-02-09） （波斯语）.
61. 1 2 3 4  Associated Press. . Jerusalem Post. 2009-08-14  [April 30, 2011]. （原始内容存档于2012-02-05） （英语）.
62. 1 2  Robert F. Worth、Nazila Fathi. . The New York Times. 2009-08-16  [April 30, 2011]. （原始内容存档于2021-04-01） （英语）.
63. ↑  .   [2019-06-25]. （原始内容存档于2021-04-01）.
64. ↑  .   [2019-06-25]. （原始内容存档于2019-07-04）.
65. ↑  Anthony H. Cordesman. . Greenwood Publishing Group. 1999年: 第34頁. ISBN 0275965295 （英语）.
66. ↑  Adrian Karatnycky. . Transaction Publishers. 2002年: 第301頁. ISBN 076580977X （英语）.
67. ↑  Karen Judson. . Marshall Cavendish. 2009年: 第106頁. ISBN 0761442359 （英语）.
68. ↑  Mehdi Khalaji. . Google doc. 2006-12-11  [April 30, 2011] （英语）.[永久]
69. ↑  N. S. Sisodia、Ashok K. Behuria、Institute for Defence Studies and Analyses. . Academic Foundation. 2007年: 第135頁. ISBN 8171886264.
70. ↑  . Dalje.com. 2007-06-14  [April 30, 2011] （英语）.[永久]
71. ↑  Payvand News. . Payvand. 2007-02-19  [April 30, 2011]. （原始内容存档于2018-10-03） （英语）.
72. ↑  VOA News. . voanews.com. 2007-02-18  [April 30, 2011] （英语）.
73. ↑  Parisa Hafezi. . Reuters. 2007-02-18  [April 30, 2011]. （原始内容存档于2012-11-14） （英语）.
74. ↑  Zahra Hosseinian. . Reuters. 2008-04-30  [May 1, 2011]. （原始内容存档于2012-10-04） （英语）.
75. ↑  Tehran Times Political Desk. . Tehran Times. 2008-05-01  [May 1, 2011]. （原始内容存档于2009-06-18） （英语）.
76. ↑  . Youtube.   [May 1, 2011]. （原始内容存档于2021-04-01）.
77. ↑  Anne Barnard. . Boston.com. 2006-08-22  [May 1, 2011]. （原始内容存档于2016-03-04） （英语）.
78. ↑  Yossi Melman、Meir Javedanfar. . Basic Books. 2008年: 第148頁. ISBN 0786721065 （英语）.
79. ↑  . khamenei.ir. 2004-10-31  [May 1, 2011]. 原始内容存档于2007-09-27 （英语）.
80. ↑  Syed Saleem Shahzad. . Asia Times. 2002-12-17  [May 1, 2011]. （原始内容存档于2002-12-22） （英语）.
81. ↑  . iranahayer.com. 2009-07-21  [May 1, 2011]. （原始内容存档于2011-07-13） （波斯语）.
82. ↑  Jim Muir. . 2003-08-30  [May 1, 2011]. （原始内容存档于2021-04-01） （英语）.
83. ↑  . BBC News. 2009-06-25  [May 1, 2011]. （原始内容存档于2021-04-01） （英语）.
84. ↑  . khamenei.ir.   [May 1, 2011]. （原始内容存档于2010-08-31） （波斯语）.
85. ↑  Shahrokh Yadegari. . internews.org.   [May 1, 2011]. （原始内容存档于2008-01-14） （英语）.
86. ↑  . islam-pure.de.   [May 1, 2011]. （原始内容存档于2011-04-02） （英语）.
87. ↑  Marcia C. Inhorn. . The Journal of Gender. 2006年1月  [2011-05-01]. （原始内容存档于2009-06-24） （英语）.
88. ↑  . BBC News. 2000-08-06  [May 1, 2011]. （原始内容存档于2021-04-01） （英语）.
89. ↑  Geneive Abdo. . NYTimes.com. 2000-08-07  [May 1, 2011]. （原始内容存档于2016-03-08） （英语）.
90. ↑  Megan Meyer. . Muslim Voices. 2009-12-09  [May 2, 2011]. （原始内容存档于2010-07-27） （英语）.
91. ↑  Omid Memarian. . ipsnews.net. 2007-07-09  [May 2, 2011]. （原始内容存档于2009-04-27） （英语）.
92. ↑  Terence P. Jeffrey. . CNSNews.com. 2008-01-14  [May 2, 2011]. （原始内容存档于2008-01-18） （英语）.
93. ↑  . khamenei.ir.   [May 2, 2011]. 原始内容存档于2007-11-18 （波斯语）.
94. ↑  Michelle Malkin. . Michelle Malki. 2007-06-25  [May 2, 2011]. （原始内容存档于2020-02-26） （英语）.
95. ↑  Mark Gasiorowski.  (PDF). Center for Contemporary Conflict. 2004-06  [May 2, 2011]. （原始内容存档 (PDF)于2010-02-24） （英语）.
96. ↑  LA Times. . kodoom.com. 2009-06-24  [May 2, 2011]. （原始内容存档于2021-04-01）.
97. ↑  . khamenei.ir. 2009-06-14  [May 2, 2011]. （原始内容存档于2015-11-04） （英语）.
98. ↑  . CNN World. 2009-06-16  [May 2, 2011]. （原始内容存档于2011-02-11） （英语）.
99. ↑  . BBC News. 2009-07-04  [May 2, 2011]. （原始内容存档于2021-04-01） （英语）.
100. ↑  .   [2021-12-17]. （原始内容存档于2021-12-17）.
101. ↑  Memmott, Mark. . NPR. 2009-07-06  [2021-12-17]. （原始内容存档于2021-12-17） （英语）.
102. ↑   (PDF). labbaik.ir.   [May 2, 2011]. （原始内容 (PDF)存档于2011-08-19） （英语）.
103. ↑  Brian J. Grim、Roger Finke. . Cambridge University Press. 2010年: 第157頁. ISBN 0521146836 （英语）.
104. ↑  Golnaz Esfandiari. . globalsecurity.org.   [May 3, 2011]. （原始内容存档于2021-04-01） （英语）.
105. ↑  Asma Jahangir. . Office of the United Nations High Commissioner for Human Rights. 2006-03-20  [May 3, 2011]. （原始内容存档于2006-04-26） （英语）.
106. ↑  . BBC Mundo. 2006-06-04  [May 3, 2011]. （原始内容存档于2009-05-09） （西班牙语）.
107. ↑  . alef.ir.   [May 3, 2011]. （原始内容存档于2021-05-06） （波斯语）.
108. ↑  Henry Newman. . Slate Magazine. 2009-06-24  [May 3, 2011]. （原始内容存档于2011-08-18） （英语）.
109. ↑  Roya Hakakian. . Spiegel Online. 2007-10-04  [May 3, 2011]. （原始内容存档于2008-08-27） （英语）.
110. ↑  Hossein Aryan. . Radio Free Europe. 2008-12-07  [May 3, 2011]. （原始内容存档于2016-09-23）.
111. ↑  Samira Simone. . CNN.com. 2009-06-22  [May 3, 2011]. （原始内容存档于2021-04-01） （英语）.
112. ↑  . webcitation.org. 2009-06-20  [May 3, 2011]. （原始内容存档于2021-04-01） （英语）.
113. ↑  . eyeranians.co. 2009-06-21  [May 3, 2011]. （原始内容存档于2011-10-31） （英语）.
114. ↑  . payvand.com. 2007-04-14  [May 4, 2011]. （原始内容存档于2021-04-01） （英语）.
115. ↑  Sadegh Saba. . BBC News. 1999-10-11  [May 4, 2011]. （原始内容存档于2021-04-01） （英语）.
116. ↑  . iranfocus.com. 2005-06-06  [May 4, 2011]. （原始内容存档于2020-07-14） （英语）.
117. ↑  . payvand.com. 2010-12-14  [May 4, 2011]. （原始内容存档于2021-04-16） （英语）.
118. ↑  . payvand.com. 2010-09-29  [May 4, 2011]. （原始内容存档于2021-04-01） （英语）.
119. ↑  . sazegara.net. 2003-09-02  [May 4, 2011]. （原始内容存档于2021-04-01） （英语）.
120. ↑  . IFEX. 2005-06-09  [May 4, 2011]. （原始内容存档于2016-03-04） （英语）.
121. ↑  . memri.org. 2008-10-30  [May 4, 2011]. （原始内容存档于2014-12-26） （英语）.
122. ↑  . LiveLeak.com. 2008-07-06  [May 4, 2011]. （原始内容存档于2009-06-18） （英语）.
123. ↑  . Jihad Watch. 2006-06-04  [May 4, 2011]. （原始内容存档于2011-10-14） （英语）.
124. ↑  Nasser Karimi. . washingtonpost.com. 2007-09-14  [May 4, 2011]. （原始内容存档于2021-04-01） （英语）.
125. ↑  . LiveLeak.com. 2007-10-13  [May 4, 2011]. （原始内容存档于2009-06-18） （英语）.
126. ↑  . The Express Tribune. 2010-10-18  [May 4, 2011]. （原始内容存档于2021-04-01） （英语）.
127. ↑  . Reuters. 2009-03-21  [May 4, 2011]. （原始内容存档于2014-09-05） （英语）.
128. ↑  . CNN. 2016-11-02  [2016-11-02]. （原始内容存档于2021-04-01）.
129. 1 2  Jim Muir. . BBC News. 2001-09-17  [May 4, 2011]. （原始内容存档于2012-01-27） （英语）.
130. ↑  . CNN.com. 2000-12-15  [May 4, 2011]. （原始内容存档于2007-04-05） （英语）.
131. ↑  Abbas Edalat. . The Guardian. 2007-04-05  [May 4, 2011]. （原始内容存档于2012-02-20） （英语）.
132. ↑  Bernard Guetta. . Iran Press Service. 2007-02-14  [May 4, 2011]. （原始内容存档于2011-09-27） （英语）.
133. ↑  Ramin Mostaghim、Borzou Daragahi. . Los Angeles Times. 2008-09-20  [May 4, 2011]. （原始内容存档于2011-09-28） （英语）.
134. ↑  Dudi Cohen. . YnetNews. 2008-07-19  [April 17, 2011]. （原始内容存档于2020-02-09） （英语）.
135. ↑  . Times Online. 2009-09-20  [May 4, 2011]. （原始内容存档于2009-09-27） （英语）.
136. ↑  .   [2020-12-07]. （原始内容存档于2016-08-28）.

## 外部連結
- （波斯文）伊朗最高領袖辦公室 （页面存档备份，存于）
- 阿亞圖拉哈梅內伊辦公室 （页面存档备份，存于）
- 阿亞圖拉哈梅內伊辦公室 （页面存档备份，存于）
- 阿里·哈梅內伊的X（前Twitter）
- 阿里·哈梅內伊的Instagram帳戶
- （简体中文）新华网：伊朗最高领袖哈梅内伊 （页面存档备份，存于）
- （英文）伊瑪目哈梅內伊
- （英文）阿里·哈梅內伊檔案－英國廣播公司 （页面存档备份，存于）
- （英文）阿里·哈梅內伊: 伊朗的實權 （页面存档备份，存于）